# Сефербеков, Карахан Сефербекович
Карахан Сефербекович Сефербеков (род. 29 марта 1957 года, с. Каракюре, Докузпаринский район, Дагестанская АССР, РСФСР, СССР) — российский художник, член-корреспондент РАХ (2021).

## Биография
Родился 29 марта 1957 года в селе Каракюре Дагестанской АССР, живёт и работает в Москве.
В 1980 году — окончил художественно-графический факультет Московского государственного педагогического института имени В. И. Ленина.
После окончания ВУЗа работал учителем рисования, черчения, труда средней школы № 716 Москвы.
С 2004 года — член Московского союза художников.
В 2016 году — избран почётным членом, а в 2021 году — членом-корреспондентом Российской академии художеств от Отделения живописи.
С 2022 года — член Культурного центра Дагестана в Москве при Президенте Российской Федерации.

## Творческая деятельность
Основные произведения: «Кто ты?» — «Твоя вечность…» (2010 год, х.м., 98х124); Баржа на Сене зимой (2010 г., х.м., 65х70); Тибет. Предгорье (2011 год; х.м.); Восход над Пондишери (2012 год, х.м., 150х200); Пруд с лотосами (2014 год, х.м., 65х131); «Осенняя рапсодия». Реликтовый лес Самура (2016 год, х.м., 200х150); Самурский лес. Прохладный ручеек (2017 год; х.м.); Между небом и землей (2018 год; х.м.); Причуды зимы (2018 год, х.м., 200х202); Кремль (2019 год, х.м., 70х100).
Произведения находятся в собраниях музеев: Российской академии художеств (Москва), Краеведческого музея г. Дербент (Дагестан), Учебного центра Люминарий (Дагестан), Ахтынского краеведческого музея, фонда «Просвещение» (Дагестан), Ярославского художественного музея, а также в музеях и в частных коллекциях за рубежом.
Участник российских и международных выставок, более 30 из них — персональные.

## Награды
- Орден Дружбы (2012)[1]
- Заслуженный художник Российской Федерации (2001)[2]
- Орден «Польза, Честь и Слава» (2015)
- Медаль «За трудовую доблесть» (2001)
- Орден «Голубь мира» (2016)
- Звание «Бриллиант доброжелательности» (Республика Индия, 2018)
- Медаль «За верность Дагестану» (2020)
- Почётный гражданин" Магарамкентского района республики Дагестан (2015)
- Медаль за личный вклад в развитие Магарамкентского района республики Дагестан (2015)
- Медаль «Достойному» РАХ (2014)
- Диплом Сочинского фестиваля «За чистую воду» (2015)
- Статуэтка «Вера» в номинации «Ответственность в разговоре с обществом» фестиваля «традиции и современность» (2017)